# Gedenkraam voor Catharina van Santen (Dordrecht)
Het gedenkraam voor Catharina van Santen of Krafftraam is een gedenkteken in de stad Dordrecht, in de Nederlandse provincie Zuid-Holland, ter nagedachtenis aan Catharina van Santen, weduwe van Gerardus Krafft.

## Achtergrond
De Dordtenaar Pieter Gerardus Krafft (1872-1949) was bedrijfsleider van Albers Creamers en later directeur van de N.V. De Nieuwe Margarinefabrieken te Rijswijk. Hij stond bekend als 'stille weldoener' en werd in 1929 benoemd tot Ridder in de Orde van Oranje-Nassau omdat hij "vele jaren als een fair industrieel is werkzaam geweest, in den distributietijd de Regeering meermalen van advies heeft gediend". 
Krafft liet een legaat na, zodat er een glas-in-loodraam ter herinnering aan zijn moeder Catharina van Santen (1850-1916) kon worden opgericht.
Uit verschillende ontwerpen werd dat van Johan Dijkstra verkozen, schilder en mede-oprichter van kunstkring De Ploeg. Hij had in de jaren dertig het glasschilderen geleerd van Duitse glazeniers en een eigen glas-in-loodatelier geopend in het Prinsenhof in de stad Groningen. Hij maakte onder meer het Koninginneraam (1938) in het Groninger Academiegebouw. Dijkstra ontwierp voor Dordrecht een raam in traditionele stijl, waarin diverse gebeurtenissen uit de geschiedenis van de stad zijn verwerkt, zoals de bevrijding van de Spanjaarden en de Eerste Vrije Statenvergadering in 1572, de eerste Nationale Synode (1618-1619) in Dordrecht en de uitgave van de Statenvertaling (1637).
Het ongeveer 85 m² grote raam werd aangebracht in de zuidertransept van de Grote Kerk en op 11 september 1954 onthuld, in aanwezigheid van onder anderen het voltallig college van burgemeester en wethouders, de familie Grafft, jhr. dr. Van Nispen tot Sevenaer, directeur van de Rijksdienst voor de Monumentenzorg en Dordtse predikanten en kerkenraadsleden.

## Beschrijving
Het gedenkraam is opgebouwd uit een aantal lagen. Helemaal onderaan wordt in twee cartouches verwezen naar het doel van het raam: "Laat ik, die een herinnering ben aan het verleden, een getuigenis gevend van het heden, een teken zijn voor de toekomst." en "Ter nagedachtenis van Catharina van Santen, Weduwe van Gerardus Krafft, ov. te Dordrecht 30 Mei 1916. Ioannis Dykstra Groninganus me fecit Anno Dmi MCMLIV". Tussen beide cartouches zijn het wapen van Willem van Oranje en het wapen van Dordrecht geplaatst.
Bevrijding van Dordrecht
Het tafereel daarboven verwijst naar de bevrijding van Dordrecht in 1572 door de Watergeuzen. Aan weerszijden staan hun aanvoerders Lumey en Bartholt Entens van Mentheda. In het midden staan vier mannen achter een tafel met avondmaalsopstelling: centraal staan Willem van Oranje, die deelneemt aan het Heilig Avondmaal in de Grote Kerk op 21 maart 1574, en predikant Joannes Lippius die het brood breekt. Aan weerszijden staan twee ouderlingen met gebogen hoofd.
Eerste Vrije Statenvergadering
Het tafereel is omhangen met een festoen waarop de wapenschilden zijn geplaatst van de steden die deelnamen aan de Eerste Vrije Statenvergadering van Holland en West-Friesland, waaronder die van Alkmaar, Amsterdam, Edam, Enkhuizen, Gorinchem, Gouda, Haarlem, Hoorn, Leiden, Medemblik, Monnickendam, Oudewater en Rotterdam. Een banderol vermeldt het opschrift Concordia res parvae crescunt (Eendracht maakt ook de kleinen groot). De vergadering leidde uiteindelijk mede de totstandkoming van de Republiek der Zeven Verenigde Nederlanden (1588).
Synode van Dordrecht
De mannen erboven verwijzen naar de strijd tussen de remonstranten en contraremonstranten en de uiteindelijk gehouden Nationale Synode (1618-1619), waar werd getracht een eind te maken aan de godsdienstige controverse. In het midden staan de theoloog Franciscus Gomarus en Johannes Bogerman, predikant in Leeuwarden en voorzitter van de Synode. 
Bogerman staat met geheven handen, zoals hij volgens een ooggetuigenverslag toen hij de remonstranten van de vergadering wegstuurde. Links van hen staan prins Maurits, de Friese stadhouder Willem Lodewijk en hofprediker Johannes Wtenbogaert. Aan de rechterzijde staan opgesteld de remonstranten Simon Episcopius, Carolus Niellius en Johan van Oldenbarnevelt, Hugo de Groot, met in zijn hand de ´Resolutie tot vrede der Kerken'. Uiterst rechts staat de theoloog Jacobus Arminius, die zo'n tien jaar vóór de Synode was overleden, maar wel van belang was voor het remonstrantse gedachtegoed. Overigens waren Van Oldenbarnevelt en De Groot er in Dordrecht ook niet bij, zij zaten tijdens de Synode gevangen, en Wtenbogaert was na de gevangenname van De Groot naar Antwerpen gevlucht.
Statenvertaling
Tijdens de Synode werd besloten tot een vertaling van de Bijbel vanuit de oorspronkelijke talen waarin het boek werd geschreven, hieruit is de Statenvertaling voortgekomen. Het besluit wordt verbeeld in de met een bijbel en vrijheidshoed bekroonde zuil achter prins Maurits met het opschrift HANC TUEMUR HANC NITIMUR (Deze beschermen wij, op deze steunen wij). Als tegenhanger staat aan de andere kant een palmboom met het opschrift PALMA PRESSA VALENTIOR (Onder druk groeit de palmboom), het symbool op het zegel van de Hervormde Gemeente van Dordrecht. Achter de groep mannen is het tempelachtig bouwwerk te herkennen dat werd gebruikt op het schutblad van de eerste uitgave van de Statenvertaling.
Boven dit tafereel zijn tegen lauwerkransen het wapen van de Staten van Holland en de burcht uit het zegel van de stad Dordrecht afgebeeld. Het raam wordt afgesloten met de Hebreeuwse lettercombinatie JHWH, geplaatst in een driehoek en omgeven door een stralenkrans, zoals deze ook op het eerdergenoemd schutblad werd afgebeeld.

## Afbeeldingen

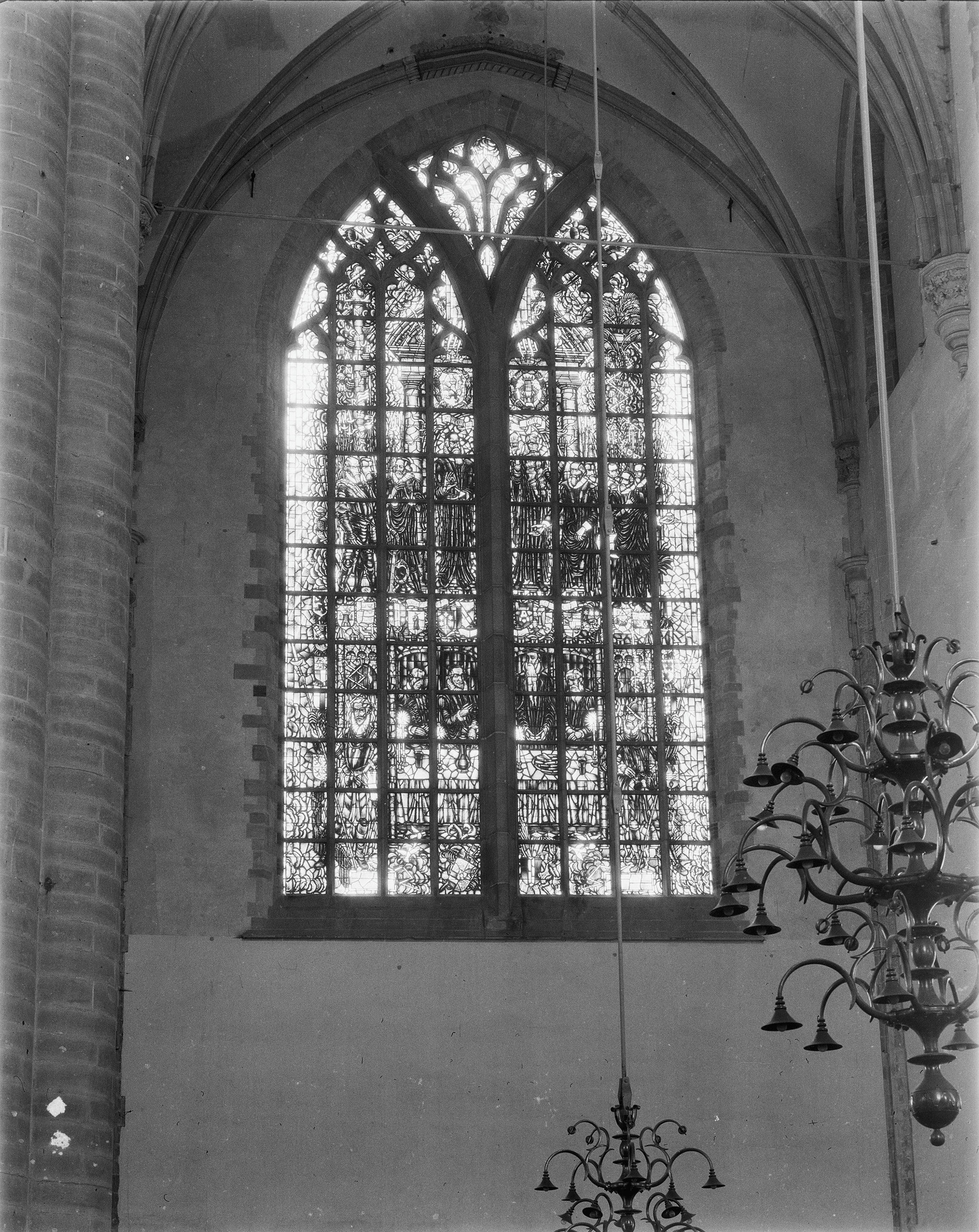
Overzichtsfoto
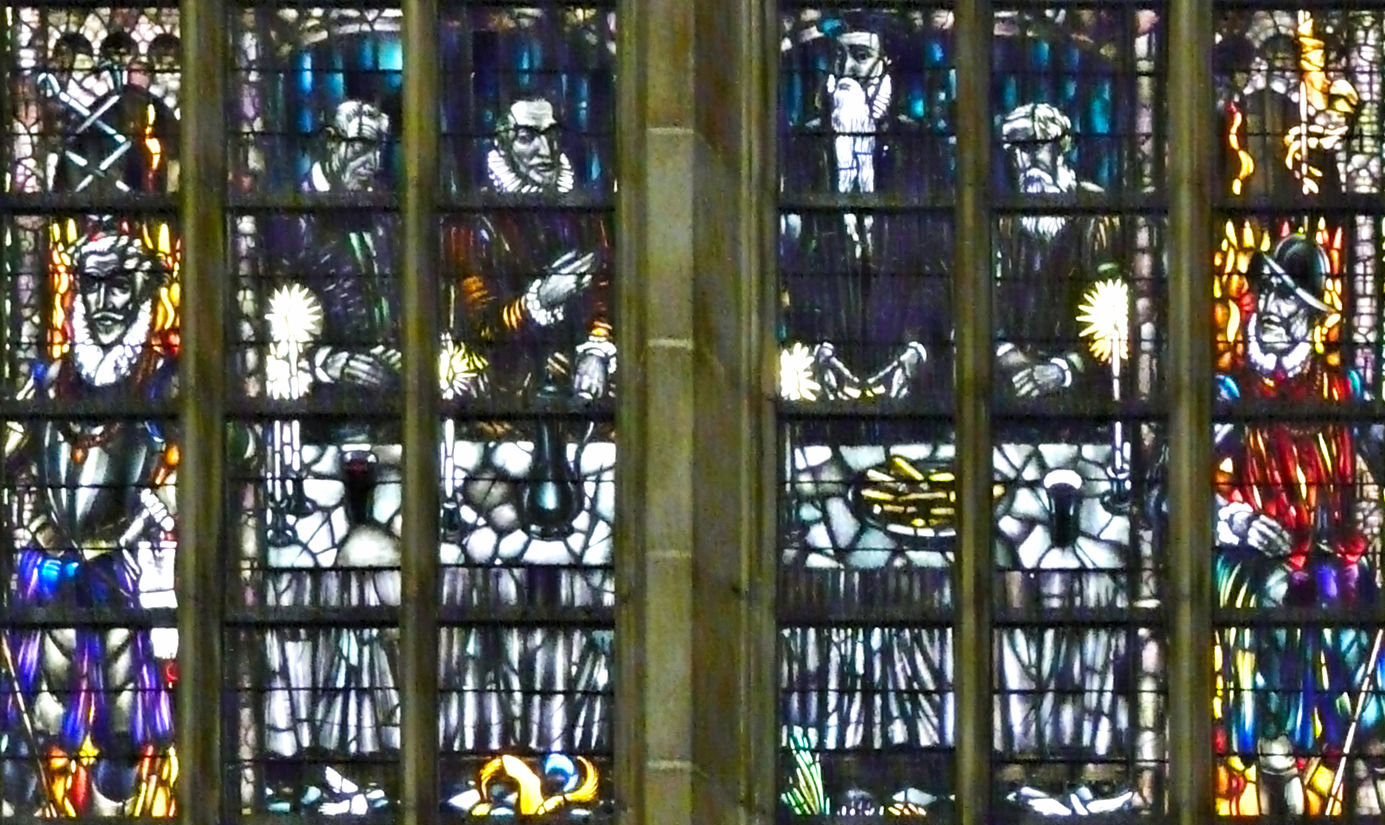
Detail: Bevrijding van Dordrecht (1572), viering Heilig Avondmaal (1574)
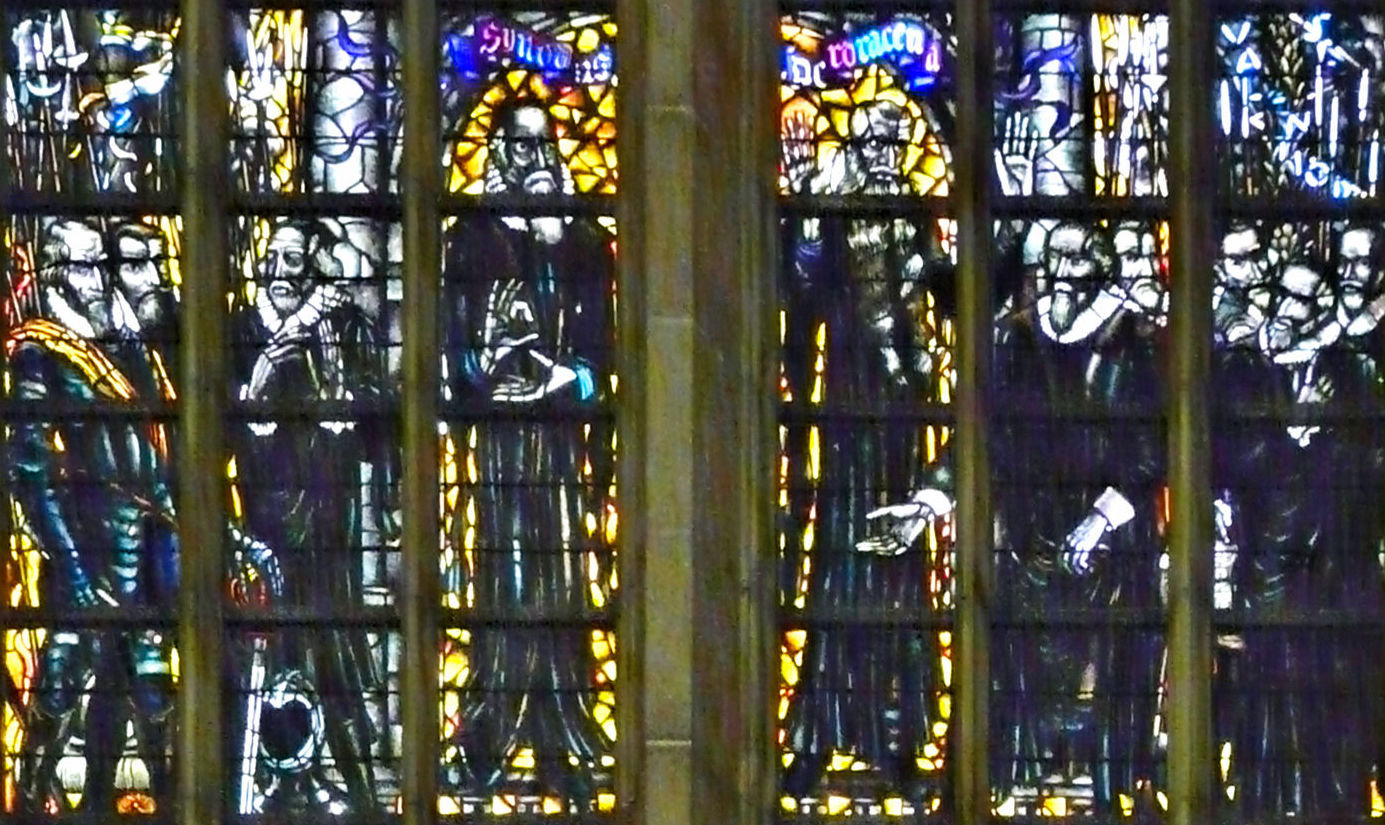
Detail: Reformatie, Synode van Dordrecht (1618-1619)
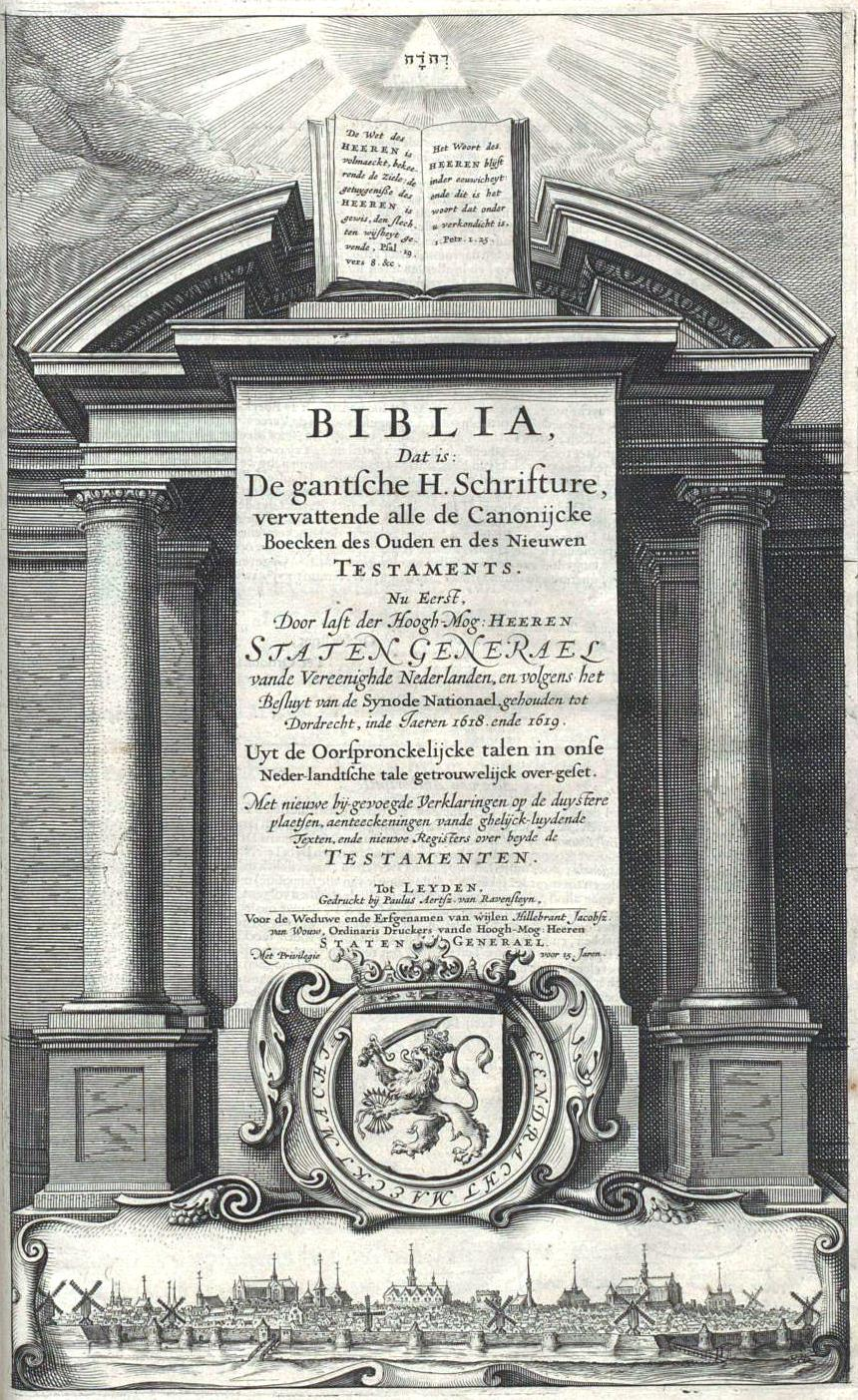
Schutblad Statenvertaling